# ارنست یاکوبی
ارنست یاکوبی (آلمانی: Ernst Jacobi؛ زادهٔ ۱۱ ژوئیهٔ ۱۹۳۳) بازیگر اهل آلمان است.
از فیلم‌ها یا برنامه‌های تلویزیونی که وی در آن نقش داشته‌است می‌توان به روبان سفید، طبل حلبی، و هامسون اشاره کرد.

## زندگی شخصی
یاکوبی در مونیخ زندگی می‌کرد و آخرین سال‌های زندگی خود را در انزوا گذراند. او در ۲۳ ژوئن ۲۰۲۲ در سن ۸۸ سالگی در وین درگذشت.